# Pressing
Pressing (Kurzform von englisch pressing game, zu deutsch „Druckspiel“) ist eine spieltaktische Variante im Ballsport, vor allem im Fußball. Es bezeichnet das (kurzzeitige, längere oder ständige) Anrennen auf den oder die ballführenden gegnerischen Spieler, woran sich außer dem Torhüter alle Mannschaftsteile wechselseitig beteiligen, dieses Anlaufen kann in Gleichzahl oder Überzahl erfolgen.
Die Grundidee ist, dem Gegner möglichst wenig Zeit zu geben, sein Spiel ruhig und kontrolliert aufzubauen, und ihn so zu Fehlern oder in bestimmte ungefährliche Räume (z. B. auf Außen) zu zwingen. Das Pressing beginnt durch frühzeitiges Stören und Bekämpfen des gegnerischen Angriffs bzw. Angriffsversuchs bereits in der gegnerischen Hälfte, das auch Forechecking genannt wird. Voraussetzungen für Pressing sind hohe Laufbereitschaft der Spieler, Dynamik und entsprechende Kondition.
Der Begriff selbst leitet sich von dem englischen Wort to press für unter Druck setzen ab, wird im Englischen jedoch nicht synonym für seine deutsche Bedeutung verwendet.
Um 2012 herum wurde Pressing durch den Begriff Gegenpressing ergänzt, der vor allem von Jürgen Klopp und seinem Wirken bei Borussia Dortmund geprägt wurde. Unter Gegenpressing wird das Pressing nach dem direkten Ballverlust verstanden, also das schnelle Umschaltverhalten von Angriff auf Verteidigung mit dem Ziel der unmittelbaren Rückeroberung des Balles. Ein Spieler, der in der Offensivbewegung den Ball verliert, hat demnach direkt die neuen ballführenden Spieler zu stören und zu bekämpfen. Das seltener gebrauchte Synonym Konterpressing (vgl. auch das engl. Counterpressing, das die Aspekte der beiden deutschen Begriffe vereint) deutet auf den (wichtigsten) funktionalen Ursprung des Gegenpressings, nämlich Konter zu verhindern, hin.
Je nachdem, in welchem Bereich des Spielfelds eine Mannschaft das Pressing des Gegners beginnt, unterscheidet man zwischen Angriffspressing, Mittelfeldpressing und Abwehrpressing, wobei sich die Einteilung am Spielfelddrittel nahe dem gegnerischen Tor, am Bereich um die Mittellinie sowie am Drittel nahe dem Tor der verteidigenden Mannschaft orientiert.